# Carlos Zunino
Carlos Zunino (Montevideo, 25 de octubre de 1927-Cúcuta, 17 de marzo de 1988) fue un jugador de fútbol uruguayo que jugó de delantero en la posición de interior izquierdo, destacado por su juego vistoso, técnica depurada y capacidad goleadora.

## Trayectoria
Inició su carrera deportiva en el club Racing de Montevideo en 1948. Tuvo un nivel de juego destacado y, debido a sus cualidades y juego vistoso, se trasladó al Dorado colombiano en 1950 como lo hacían los grandes jugadores de la época. Fue el Cúcuta Deportivo que lo acogió por dos años.
En 1952, regresa a su país para jugar en el Nacional, lo hizo por dos temporadas hasta 1953. En 1954, jugaría en el Grêmio de Porto Alegre, por dos temporadas, donde demostró su cuota goleadora dejando grandes recuerdos a la afición porteña.
En 1956, llegó al Perú para jugar por Sporting Cristal. Zunino brillaría más que nunca aquel año y obtendría el título con el cuadro rimense junto con otros destacados jugadores uruguayos como Antonio Sacco y Dardo Acuña. En el cuadro del Rimac, jugaría hasta 1960, luego jugaría en el Centro Iqueño y en el Club Atlético Chalaco hasta su retiro en 1962.

### Posretiro
Zunino radicó algunos años en Tachira, así como en Cúcuta, donde había jugado en los inicios de su carrera y contraido nupcias con la colombiana Nila Cordero. 
En 1988, entrenaba al Distrito Norte Tibú en Cúcuta. Un 17 de marzo, viajó junto con sus dirigidos a la ciudad de Cartagena a participar en los Juegos Interdistritos de Ecopetrol que se iniciarían al día siguiente. Una fatal tragedia acabó con su vida al estrellarse contra el cerro de El Espardillo, fueron 141 tripulantes los fallecidos a pocos minutos del inicio del viaje.

## Clubes
- Racing de Montevideo: 1948-1949
- Cúcuta Deportivo: 1950-1951
- Nacional: 1952-1953
- Grêmio: 1954-1955
- Sporting Cristal: 1956-1960
- Centro Iqueño: 1961
- Atlético Chalaco: 1962

## Títulos
- Sporting Cristal: 1956